# Elegy XIX: To His Mistress Going to Bed

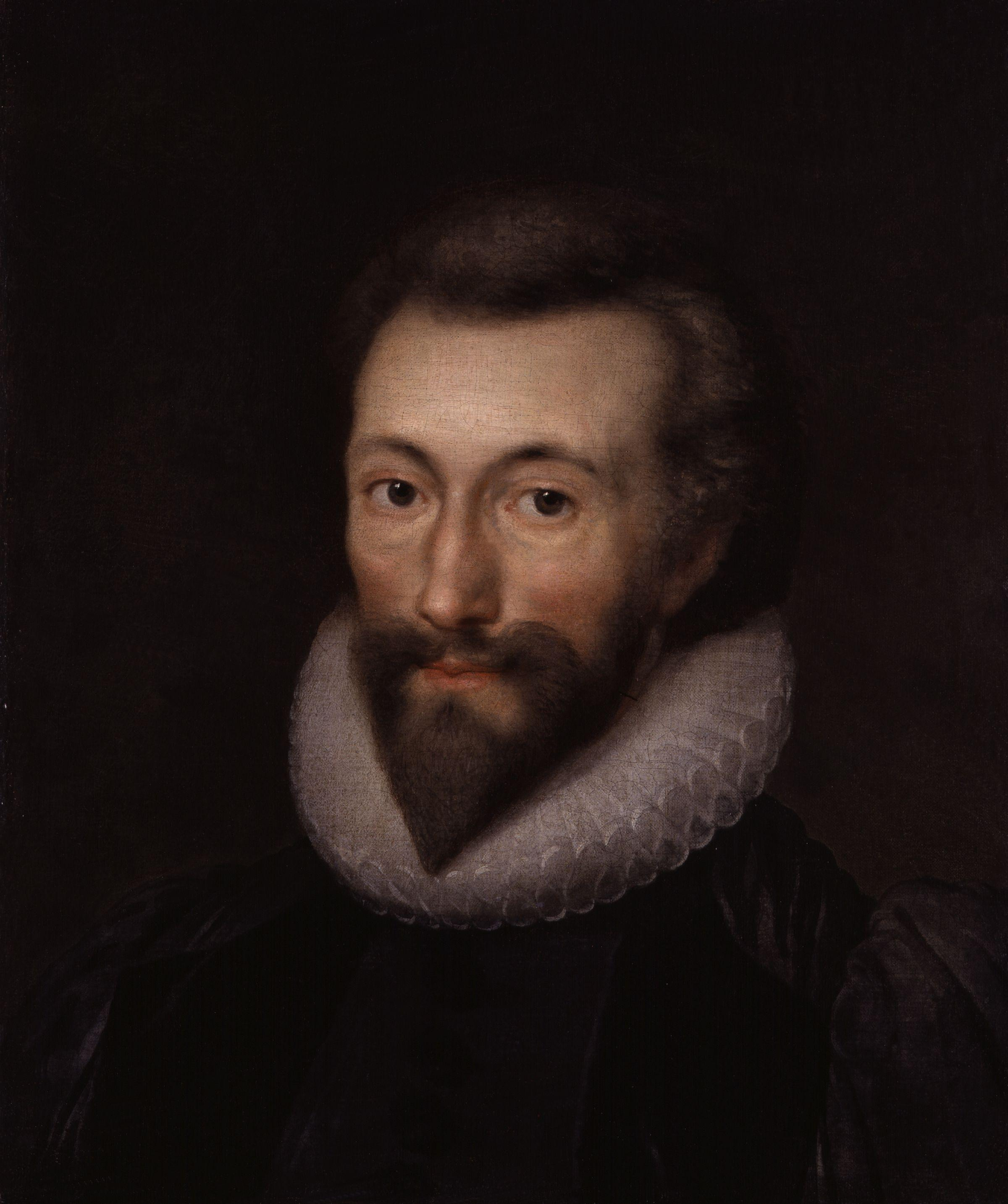
John Donne pour Isaac Oliver, 1616.

Elegy XIX: To His Mistress Going to Bed est un poème écrit par le poète métaphysique John Donne. 
Ce poème s'appelle parfois Elegy XX au lieu de XIX. Initialement les Elegies n'ont pas été numérotées et elles n'ont pas toujours été publiées ensemble. Le plus souvent, To His Mistress Going to Bed  reçoit le numéro XIX (à partir de l'Oxford édition de 1912 de Grierson), mais pas toujours. L'élégie n'a pas été incluse dans la publication posthume Poems datant de 1633, mais apparaît dans l'anthologie The Harmony of the Muses de 1654. Dans ce recueil on trouve Elegy XIX parmi les poèmes d'amour de Donne, « caractérisée par un humour énergique, souvent grossier, s'exprimant librement sur le désir et l’expérience sexuelle, démontrant une nouvelle attitude irrévérencieuse envers les figures d'autorité ».   
Le locuteur de ce poème sort le grand jeu pour conquérir sa bien-aimée. Son but est de la séduire au lit. En explorant le corps de la femme, il parle de la culture de terres nouvelles: « My America! my new-found-land », et il se proclame le seul maître de ce « pays »: « kingdom, safeliest when with one man mann'd ».